# 板鼻利幸
板鼻 利幸（いたはな としゆき、4月11日 - ）は、日本のゲームクリエイター。スクウェア・エニックス所属。

## 経歴
幼少期は厳格な家庭だったためゲームは遊べなかったが絵を描くのが楽しく、好きなアニメのキャラクターを模写していた。学校の成績は悪かったものの、美術に関しては良かったことから絵の仕事をしたいと思うようになる。そういった職業に就こうとする場合、広告業界にデザイナーとして入りやすかったため高校を出てから日本デザイン専門学校で広告デザインを学ぶ。業界入りして農機具の広告に携わるなどしていたが自分はデザインより絵を描きたいと考えるようになった。それを可能なところが簡単には見つからずに悩んでいたが、ゲーム業界で制作者の大人数化が進んでいた時期でそこからの募集が増加、知らない場所だったが自分はキャラクターの絵を描けるからと、バンプレスト（ゲーム事業は後のバンダイナムコエンターテインメントに譲渡）に入社。キャラクター物のアートワークなどを手がける。
大人になってゲームをプレイし出して面白さを知った。版権ものを描いていたがオリジナルをやりたいと思っていたところ、バンプレストのスタッフとして『チョコボの不思議なダンジョン』に参加したのをきっかけに、スクウェア（現スクウェア・エニックス）に移籍。以降、主に同社のキャラクターデザイナーとして活動している。
主に『チョコボ』シリーズのイラストレーターとして認知されており、バンプレストでの経験を活かしたデフォルメの効いたデザインを披露、チョコボの生みの親である石井浩一から「チョコボは板鼻に嫁がせた」といわれるほどである。
低め頭身の牧歌的なデザインの仕事に携わる機会が多く見られる一方で、『コード・エイジ コマンダーズ』、『クリスタルベアラー』、『イマジナリーレンジ』など高め頭身でSF風味な作風、近未来的な作風も見せている。
基本的にキャラクターデザインなどの「絵描き」として作品に関わることが多いが『コード・エイジ コマンダーズ』や『ファイナルファンタジー・クリスタルクロニクルシリーズ』では、ゲーム自体のディレクションも務めた。
『月刊アフタヌーン』の四季賞に漫画を投稿、準入賞したことがある。

## 作品
- チョコボの不思議なダンジョン
  - チョコボの不思議なダンジョン2：キャラクターデザイン
  - はたらくチョコボ：イラストレーション
  - チョコボと魔法の絵本：キャラクターデザイン
  - チョコボの不思議なダンジョン 時忘れの迷宮：キャラクターデザイン
- ファイナルファンタジーIX：キャラクターデザイン（村瀬修功と共同）、カードデザイン
  - テトラマスター：チーフデザイン
- ファイナルファンタジー・クリスタルクロニクル：キャラクターデザイン
  - ファイナルファンタジー・クリスタルクロニクル リング・オブ・フェイト：メインキャラクターデザイン、アートディレクター
  - ファイナルファンタジー・クリスタルクロニクル クリスタルベアラー：ディレクション、キャラクターデザイン
  - 小さな王様と約束の国 ファイナルファンタジー・クリスタルクロニクル：アートスーパーバイザー
  - 光と闇の姫君と世界征服の塔 ファイナルファンタジー・クリスタルクロニクル：アートスーパーバイザー
- ファイナルファンタジーXIII-2：DLCコスチュームデザイン
  - ライトニング リターンズ ファイナルファンタジーXIII：キャラクターデザイン、コスチュームデザイン
- ファイナルファンタジー エクスプローラーズ：キャラクターデザイン
- メビウス ファイナルファンタジー：キャラクターデザイン
- 魔界塔士Sa・Ga（ワンダースワンカラー版）：キャラクターイラストレーション
- コード・エイジ コマンダーズ：ディレクション、キャラクターデザイン
- マリオバスケ 3on3：グラフィック・スーパーバイザー
- グランマルシェの迷宮：キャラクターデザイン
- ニーア オートマタ：ゲストキャラクターデザイン（デボル&ポポル）